# Zagrody (Morawica)
Zagrody – część wsi Morawica w Polsce, położona w województwie małopolskim, w powiecie krakowskim, w gminie Liszki.
W latach 1975–1998 Zagrody administracyjnie należały do województwa krakowskiego.
Zagrody położone są w południowej części Morawicy.